# Portsea
Portsea est une île britannique de la Manche. Située dans le Solent, elle relève du comté du Hampshire, en Angleterre, et accueille l'essentiel de la ville de Portsmouth, dont elle dépend.

## Personnalité
- Hamilton Bower (1858-1940), officier et explorateur, y est né.